# Bi Nguyen
Bi Nguyen (Vietnam, 30 oktober 1989) is een Amerikaans MMA-vechtster van Vietnamese afkomst. Ze is ook te zien in de Amerikaanse realityserie Survivor. In MMA wordt zij Killer Bee genoemd. Ze debuteerde in 2016 als professional en kreeg in 2019 een contract bij de ONE Championship.